# Аскольдова могила
Аскольдова могила — урочище на правом берегу Днепра в Киеве, где, согласно преданию, основанному на сведениях «Повести временных лет», похоронен киевский правитель Аскольд.
Ныне это часть паркового комплекса, разбитого в 1934—1936 годах на месте древнего Угорского урочища. Примыкает к Парку Вечной Славы.

## Угорское урочище
По известию «Повести временных лет», во время переселения из Поволжья на берега Дуная в конце IX в. в урочище останавливались мадьяры (угры): «Идоша угры мимо Киева, горою еже ся зовёт ныне Угорское, и пришедше к Днепру, сташа вежами». В память об этом событии по проекту Яноша Вига в урочище был в 1997 году установлен памятный знак. Раскопки на территории урочища обнаружили следы хозяйственной деятельности IX века, а также клад дирхемов. В 1151 году в Угорском предместье держал свой двор князь Изяслав Мстиславич.

## Могила Аскольда

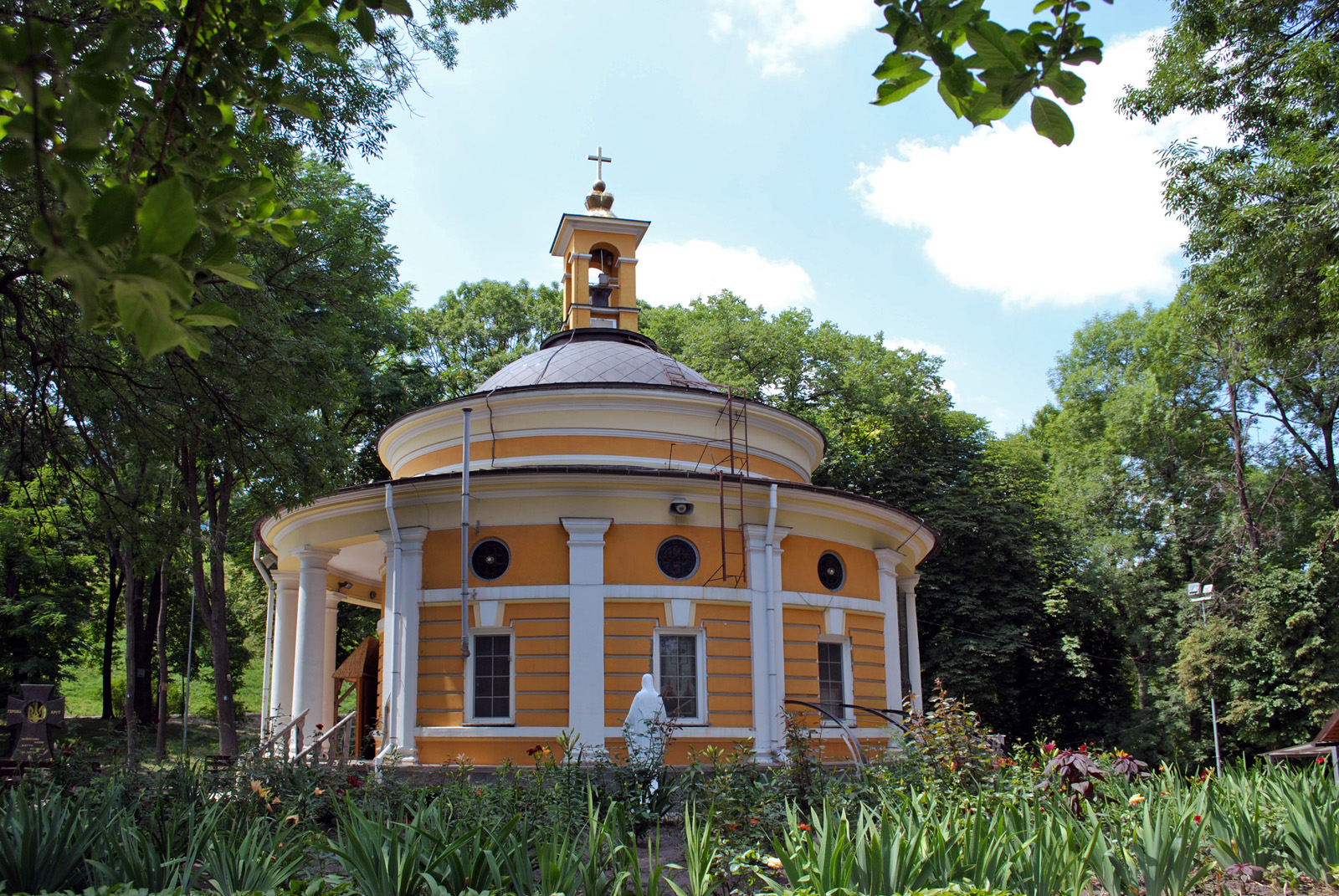
Церковь Святого Николая на Аскольдовой могиле

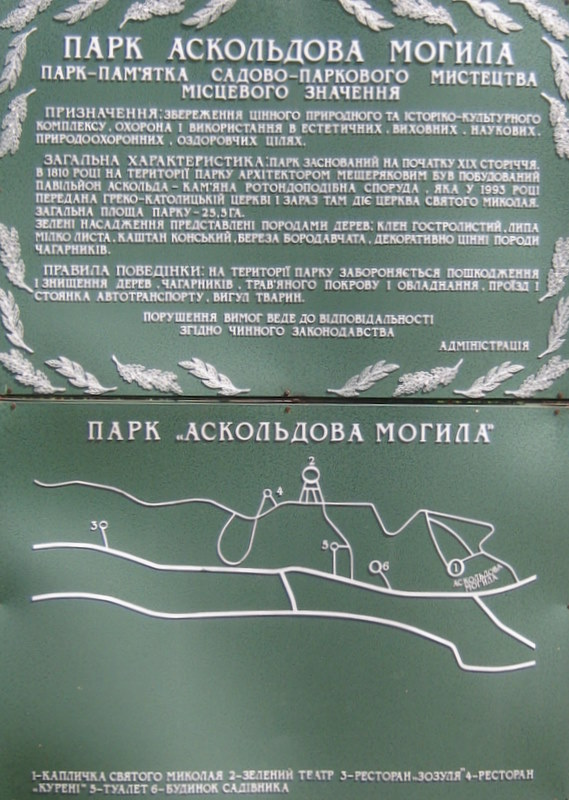
Информация в парке

«Повесть временных лет» сообщает, что Аскольд и Дир, бывшие бояре новгородского князя Олега, с его разрешения отправились в поход на Царьград, но по дороге захватили Киев и вокняжились там. Впоследствии Олег сам прибыл с войском в Киев и умертвил Аскольда и Дира за самозванное присвоение княжеских полномочий. Согласно другой версии, Аскольд и Дир были законными киевскими правителями, потомками Кия, но стали жертвами захвата Киева Олегом.

Летопись гласит, что Аскольд был погребён на горе у места его кончины, а Дир — за церковью Святой Ирины: 
И убили Аскольда и Дира, отнесли на гору и погребли: Аскольда — на горе, которая называется ныне Угорской, где теперь Ольмин двор; на той могиле Ольма поставил церковь Святого Николы; а Дирова могила — за церковью Святой Ирины.
Это летописное свидетельство послужило основой для версии о крещении Аскольда в христианскую веру с именем Николая, хотя никаких прямых свидетельств об этом в источниках не встречается.
В словаре Брокгауза и Ефрона могила описана следующим образом:

Могила Аскольда находится под церковью, в подвальном помещении, в которое ведёт спуск с наружной стороны церкви, и имеет вид каменного саркофага глубокой древности. В том же помещении покоится прах князя Димитрия Кантакузена (+ 1820 г.). Со времени исполнившегося в 1866 году тысячелетия кончины Аскольда к его могиле ежегодно совершается 2 июля крестный ход из близлежащего Никольского мужского монастыря, в ведении которого и состоит Аскольдова могила.

## Николаевская пустынь

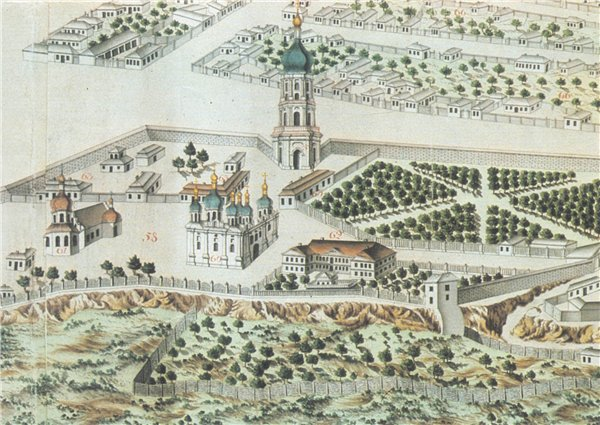
Пустынно-Николаевский монастырь на рисунке 1783 года

С XV века на месте Аскольдовой могилы существовал Пустынно-Николаевский монастырь, переведённый Мазепой на место Николаевского военного собора. В 1809—1810 годах по проекту архитектора А. И. Меленского на этом месте возведена каменная церковь-ротонда. В 1936 году церковь была превращена в парковый павильон, над которым по проекту архитектора П. Г. Юрченко в 1938 году была надстроена колоннада. С 1990-х годов — действующий храм (УГКЦ), в 1998 году восстановленный в первоначальном виде.
В 2002 году на Днепровском взвозе был освящен храм-часовня Андрея Первозванного (архитектор Н. Жариков, художница Л. Мешкова), в облике которого сочетаются мотивы украинского барокко и украинского модерна.

## Кладбище
В рамках екатерининской городской реформы вокруг крупных городов стали создаваться распланированные кладбища. Киев не стал исключением. С 1786 до 1935 г. вокруг Аскольдовой могилы существовало кладбище, где находились захоронения многих именитых киевлян. В конце XIX — начале XX века кладбище «Аскольдова могила» считалось особо престижным некрополем. Здесь были устроены многочисленные художественные надгробия и внушительные склепы.

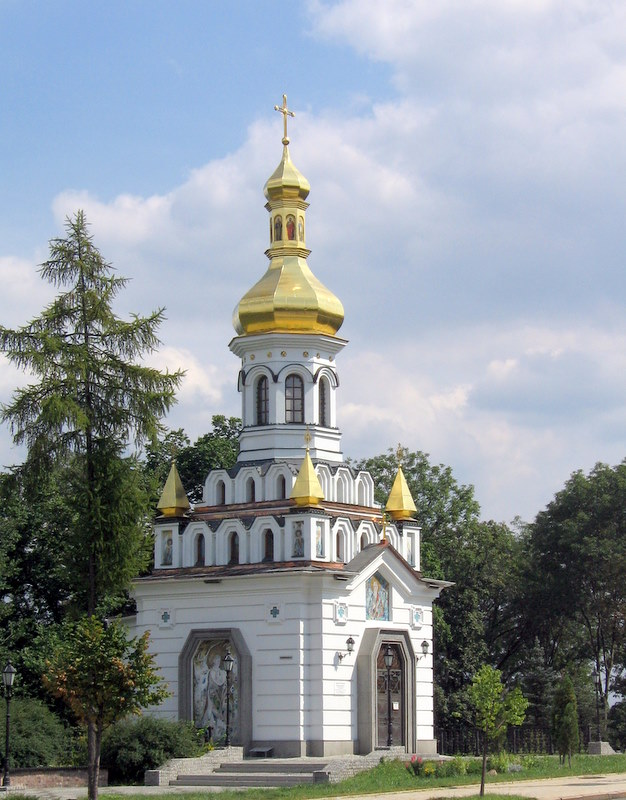
Андреевский храм-часовня на Аскольдовой могиле

В 1918 году на кладбище были погребены украинские юноши, павшие в бою с большевиками возле станции Круты. Об этом напоминает деревянный крест с каменной мемориальной плитой, установленный в парке в 1995 году. На этом кладбище также были похоронены лётчики П. Н. Нестеров и Е. Н. Крутень — первые российские асы (впоследствии перезахоронены на Лукьяновском кладбище).
В декабре 1934 года Киевский горсовет постановил уничтожить кладбище под предлогом того, что оно мешало созданию парка. Единичные могилы были перенесены, остальные в 1935—1936 годах были варварски уничтожены. Часть надгробных памятников передали в Художественный институт для занятий студентов.
Во время оккупации на Аскольдовой могиле было немецкое кладбище, ликвидированное после освобождения Киева в 1944 году. После 1945 года Аскольдова могила стала одним из мест захоронения солдат и офицеров, погибших при освобождении Киева от немецких оккупантов. В 1957 году их прах был перенесён в Парк Вечной Славы.
На территории Аскольдовой могилы сохранились единичные случайные захоронения и остатки двух склепов. Один из них — место захоронения генерал-майора Кубанского казачьего войска Н. М. Демидовского — в 1990-е годы использовался как храм-часовня.

## Известные люди, похороненные на кладбище
См. Категория:Похороненные на Аскольдовой могиле

## Галерея

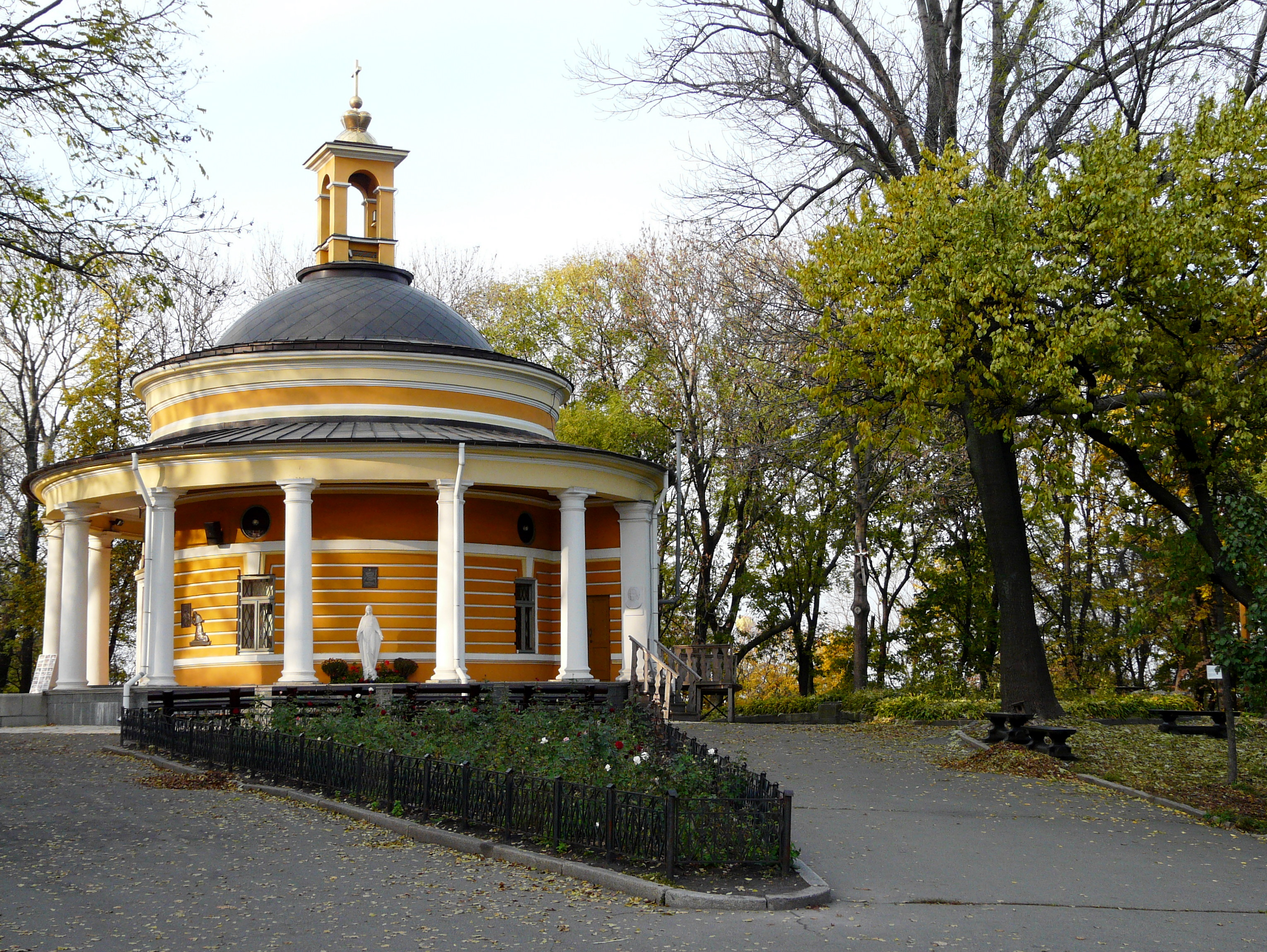
Современный вид памятника
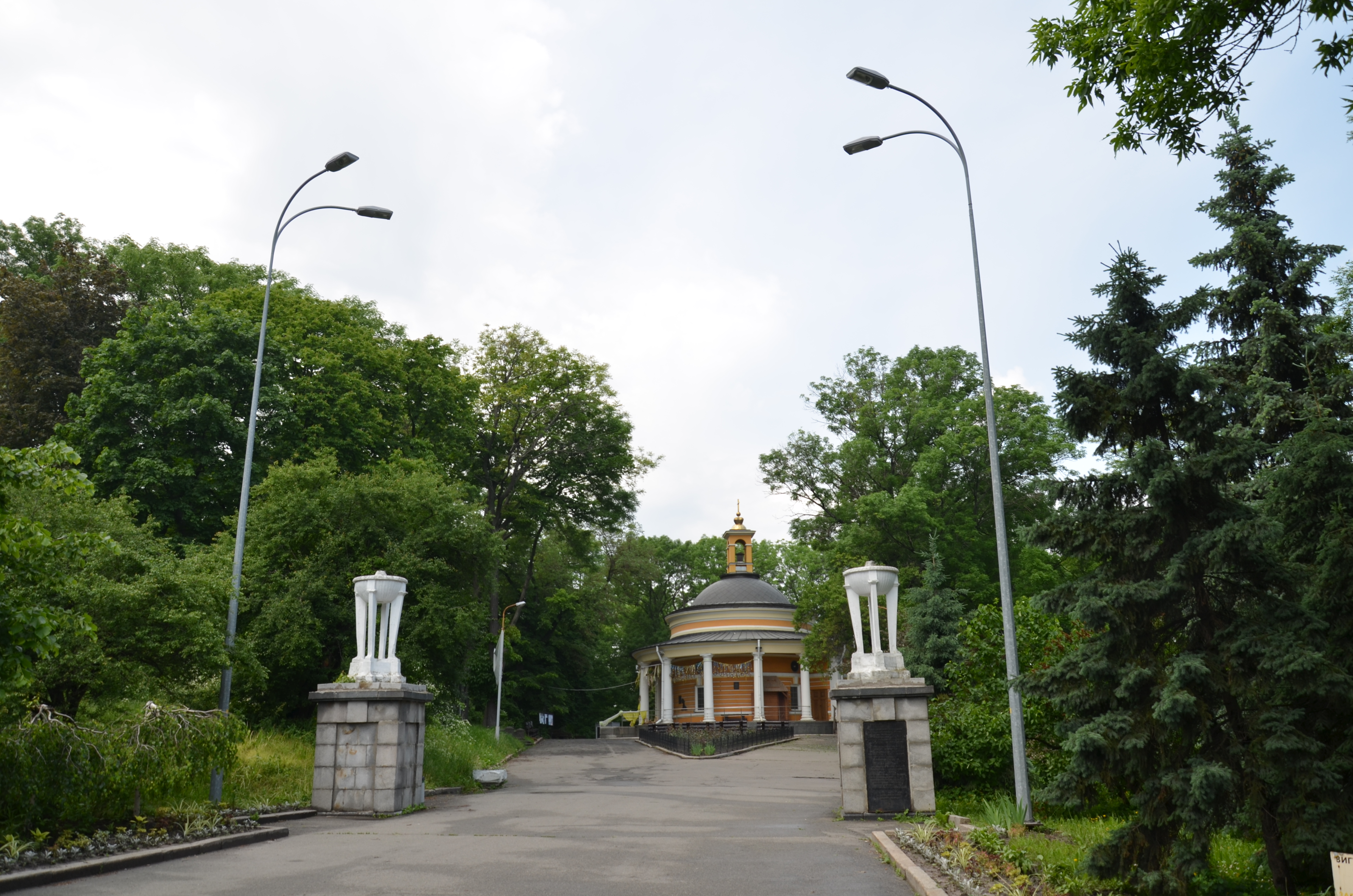
Главный вход
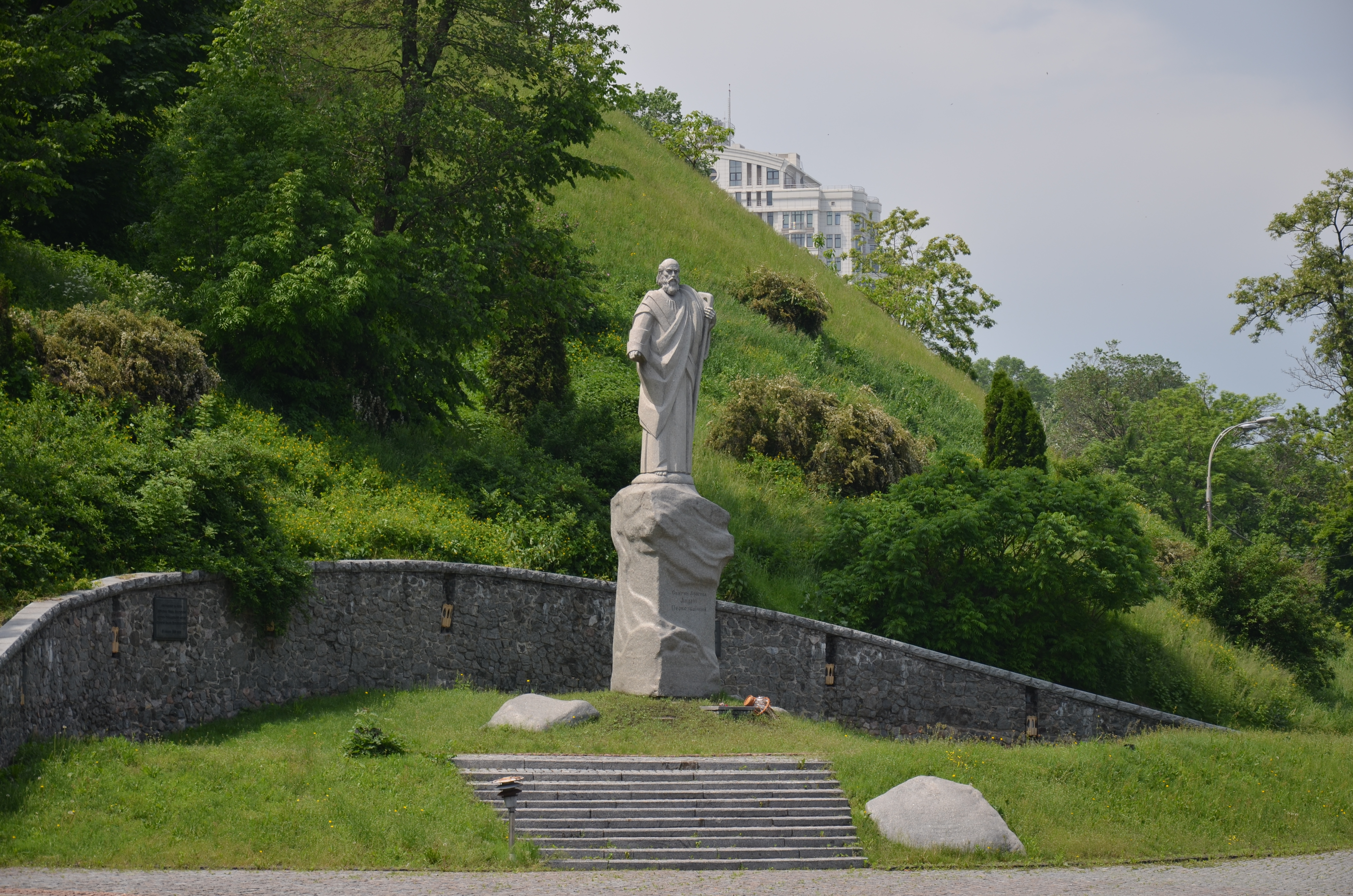
Памятник Андрею Первозванному
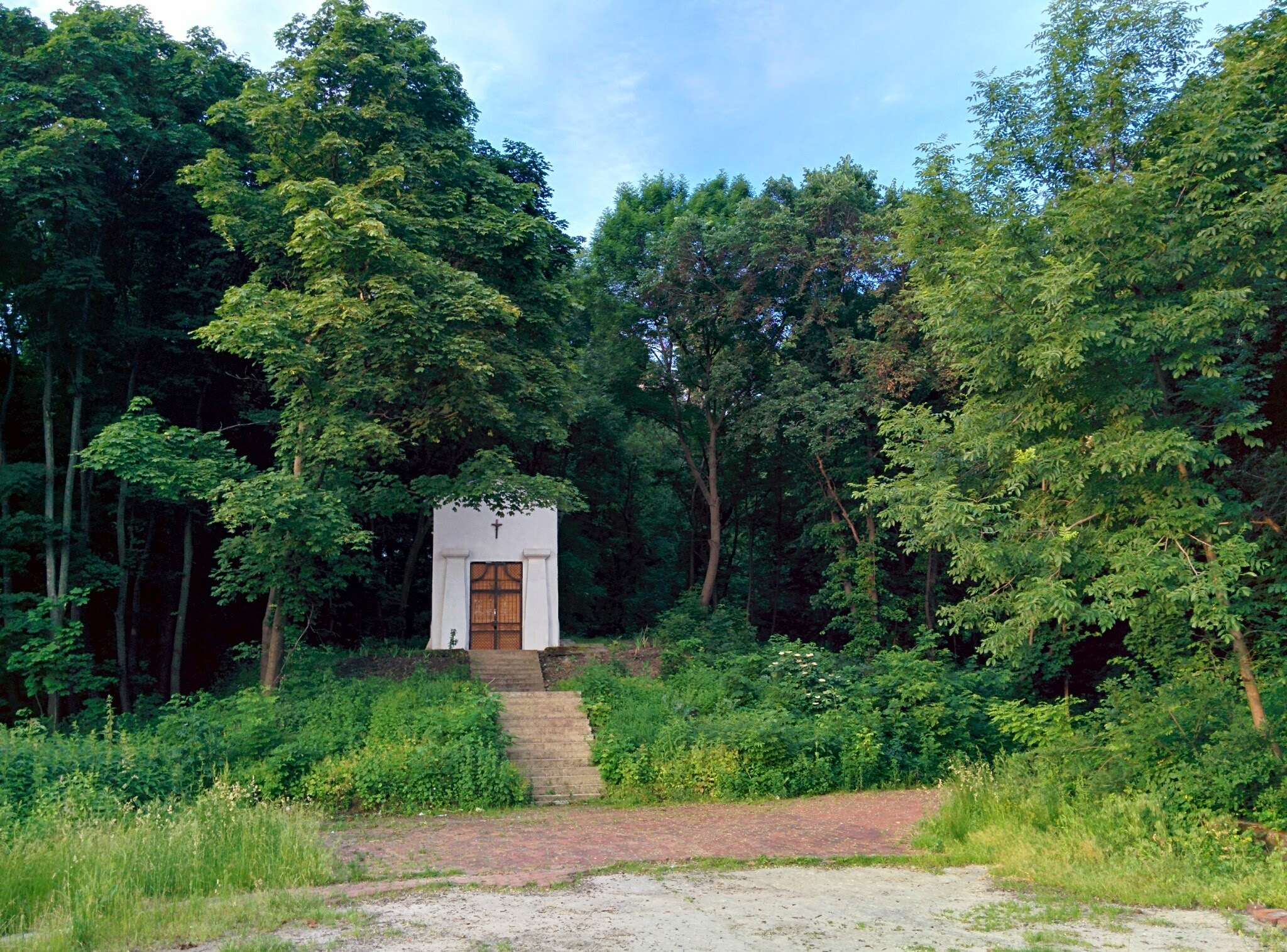
Аскольдова могила
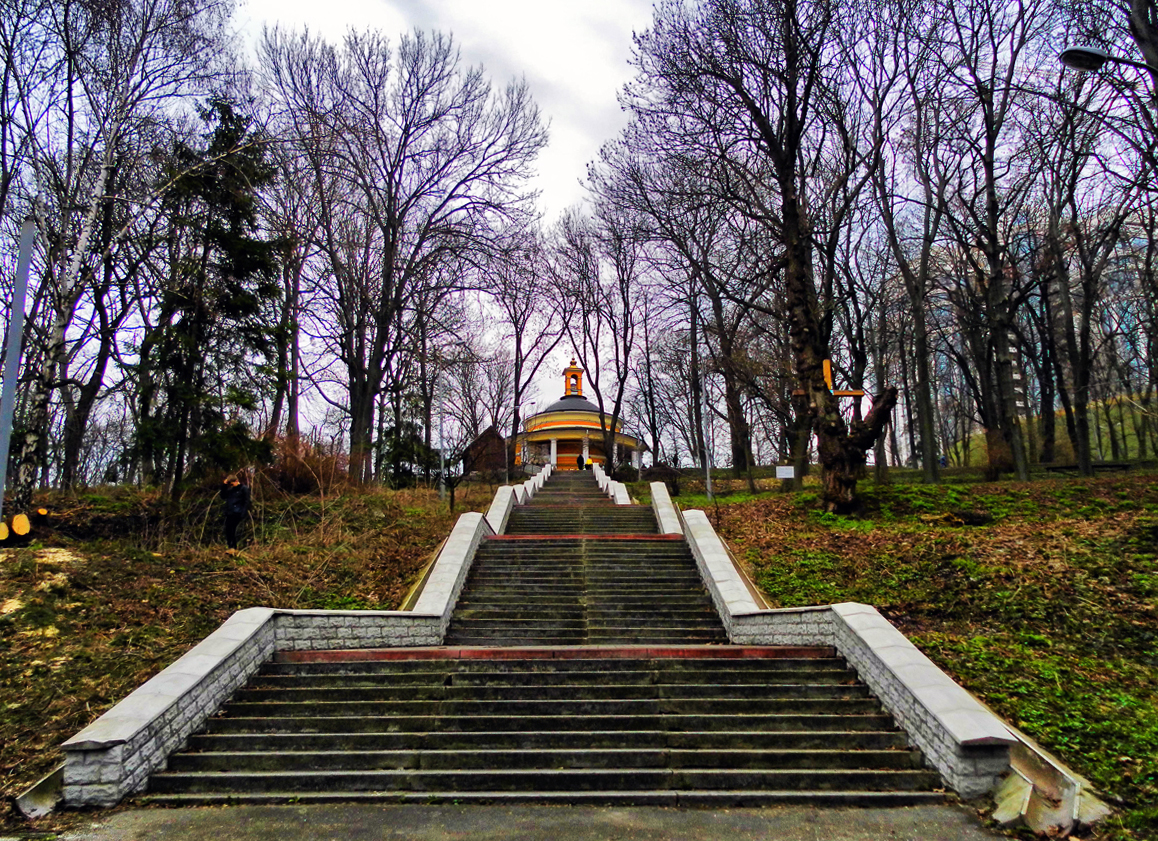
Подъём к Николаевской церкви
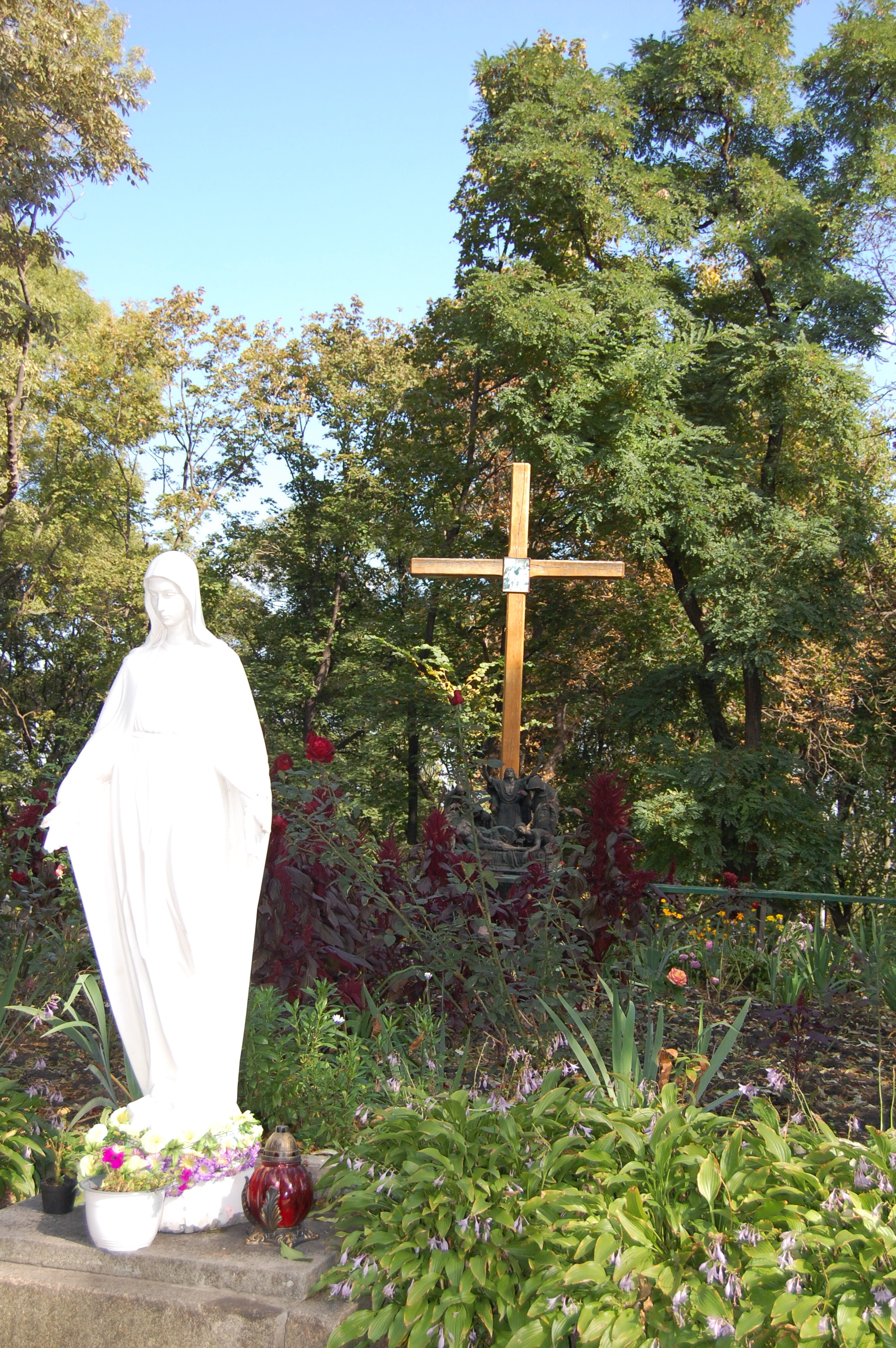
Скульптура Деве-Марии
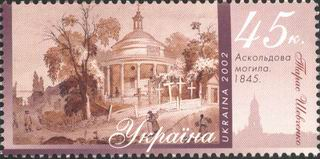
«Серия „Киев глазами художников“: Тарас Шевченко. „Аскольдова могила“, 1845», почтовая марка Украины, 2002

## В искусстве
- Аскольдова могила (роман) — роман М.М. Загоскина
- Аскольдова могила (опера) — опера А. Н. Верстовского